# STS-2
是美国国家航空航天局使用哥伦比亚号航天飞机进行的第二次航天飞机任务，发射于1981年11月12日。这次任务既是哥伦比亚号的第二次任务，也是历史上第二次航天飞机任务，使哥伦比亚号成为了第一艘重复使用的载人航天器。之前，在双子星2号中使用的无人航天器曾在大规模修复后再次执行无人的载人轨道实验室（Manned Orbiting Laboratory）任务。

## 任务成员
- 约瑟夫·恩格（Joseph H. Engle，曾执行以及任务），指令长
- 理查德·特鲁利（Richard H. Truly，曾执行以及任务），飞行员

### 替补成员
替补成员同样接受任务训练，在主力成员因各种原因无法执行任务时接替。
的替补团队执行了任务。
- 肯·马丁利（Ken Mattingly，曾执行阿波罗16号、以及任务），指令长
- 亨利·哈特斯菲尔德（Henry W. Hartsfield，曾执行、以及任务），飞行员